# La Crosse (Kansas)
La Crosse – miasto w Stanach Zjednoczonych, w stanie Kansas, w hrabstwie Rush.